# Iwan Buczko
Iwan Buczko (ur. 1 października 1891 w Hermanowie, obecnie Tarasiwka, powiat lwowski, w rejonie pustomyckim, zm. 21 września 1974 w Rzymie) – arcybiskup Kościoła katolickiego obrządku bizantyjsko-ukraińskiego.
Ukończył ukraińskie gimnazjum akademickie we Lwowie (1911). Wyświęcony w 1915. W 1929 mianowany biskupem pomocniczym lwowskim i biskupem tytularnym Cadi. W 1939 wyjechał do USA jako wizytator tamtejszych parafii greckokatolickich, formalnie podległych metropolii lwowsko-halickiej. Od 1940 do 1945 biskup pomocniczy eparchii w Filadelfii (wówczas oficjalnie – egzarchat apostolski Stanów Zjednoczonych). W 1945 formalnie zwolniony z obowiązków sufragana lwowskiego.
Od 1946 wizytator apostolski dla grekokatolików w Europie Zachodniej. Od 1953 arcybiskup tytularny Leucas (Lefkas). Od 1953 do 1971 konsultor Kongregacji ds. Kościołów Wschodnich. Uczestnik obrad Soboru Watykańskiego II.